# Sada (miasto)
Sada (arab. ‏صعدة‎, Şa´dah) – miasto w północno-zachodnim Jemenie, w górach Dżabal as-Sirat, na wysokości około 1900 m n.p.m., ośrodek administracyjny muhafazy Sada. Według spisu ludności w 2004 roku liczyło 51 870 mieszkańców.